# 1388
| 1388               |
| ------------------ |
| Dødsfald - Fødsler |
|                    |

| Gregoriansk kalender | 1388 MCCCLXXXVIII       |
| Ab urbe condita      | 2141                    |
| Armensk kalender     | 837 ԹՎ ՊԼԷ              |
| Kinesiske kalender   | 4084 – 4085 丁卯 – 戊辰 |
| Etiopisk kalender    | 1380 – 1381             |
| Jødisk kalender      | 5148 – 5149             |
| Hindukalendere       |                         |
| - Vikram Samvat      | 1443 – 1444             |
| - Shaka Samvat       | 1310 – 1311             |
| - Kali Yuga          | 4489 – 4490             |
| Iransk kalender      | 766 – 767               |
| Islamisk kalender    | 790 – 791               |

Regent i Danmark: Margrete 1. 1387-1412 og senere formelt Erik 7. af Pommern 1396-1439
Se også 1388 (tal)

## Begivenheder
- 2. februar - det norske rigsråd anerkender Margrete 1. af Danmark som tronfølger og kårer hendes stedsøn Erik af Pommern som norsk tronfølger

## Født
- 14. september – Claudius Clavus, "Nordens første kartograf"